# بندرن
بندرن (به لاتین: Bendern) یک زیستگاه انسانی در لیختن‌اشتاین است که در گمپرین واقع شده‌است.

## خصوصیات
بندرن ۴۶۰ متر بالاتر از سطح دریا واقع شده‌است.